# Tanneron
Tanneron ist eine französische Gemeinde mit 1723 Einwohnern (Stand 1. Januar 2022) im Département Var in der Region Provence-Alpes-Côte d’Azur. Sie gehört zum Kanton Roquebrune-sur-Argens im Arrondissement Draguignan.

## Geografie
Der Ort liegt im nach ihm benannten, insgesamt sehr dünn besiedelten Tanneron-Massiv, das geologisch durch seine schieferhaltigen Böden geprägt ist. In der Abfolge der Höhenlagen drängen sich trotz des schweren Waldbrands des Jahres 1970 wilde Mimosen, Erika, Kastanien, Kiefern und Macchie dicht aneinander.

## Geschichte
Das drei Kilometer nordöstlich der Gemeinde gelegene Oppidum von Peygros belegt die vorrömische Besiedelung der Umgebung.
Im Jahr 1200 wurde der Ort erstmals als Castrum Tannaroni erwähnt. Der Name stammt möglicherweise vom Wortstamm tan, der die Rinde von Kastanie und Eiche bezeichnet, oder geht auf eine voreuropäische Wurzel zurück, nach der tan für Berg steht. Die Ortschaft gehörte zum Herrschaftsgebiet von Grasse und wurde im Jahr 1825 durch Loslösung von Callian zur selbständigen Gemeinde. 
Durch den Bau der Talsperre des Lac de Saint-Cassien erhielt der Tourismus eine wachsende Bedeutung.

## Bevölkerung
| Jahr      | 1962 | 1968 | 1975 | 1982 | 1990  | 1999  | 2008  |
| --------- | ---- | ---- | ---- | ---- | ----- | ----- | ----- |
| Einwohner | 512  | 525  | 586  | 808  | 1.157 | 1.307 | 1.473 |

## Kultur und Sehenswürdigkeiten

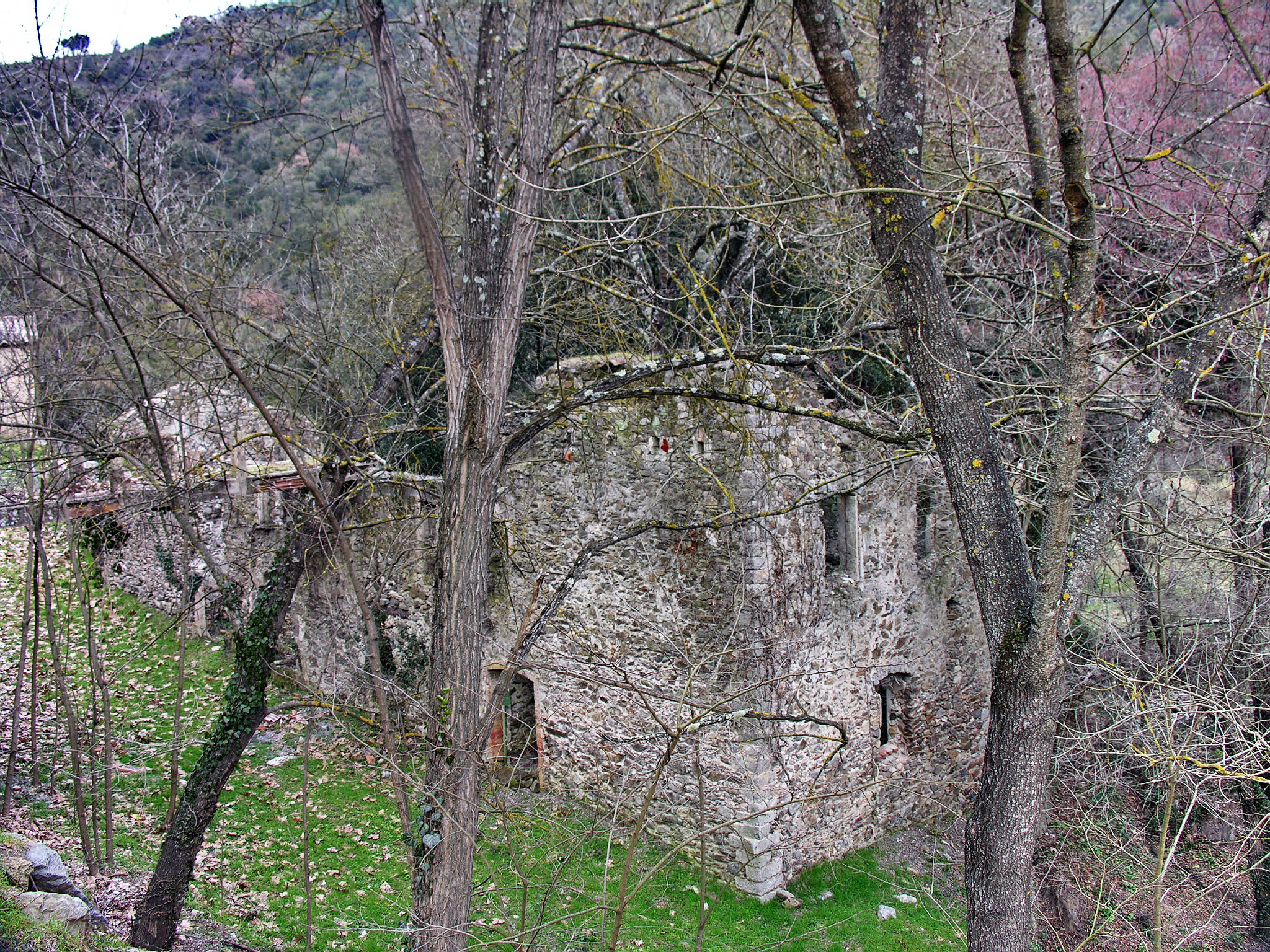
Die zerfallene Wassermühle St. Cassien an der Siagne

- Die oberhalb des Ortes gelegene mittelalterliche Votivkapelle Notre-Dame de Peygros wurde 1980 renoviert.
- Die Puits couvert sind charakteristische, überdachte Brunnen in Tanneron.
- Die unlängst restaurierte Kapelle Saint-Cassien am Ufer der Siagne entstand im 12. Jahrhundert. Sie unterstand der Abtei Lérins.
- Nahe der Kapelle Saint-Cassien steht seit dem 9. Jahrhundert der Tour Carrée.
- Der Forêt de mimosas ist der größte Mimosenwald Europas.
- Hinter dem gewaltigen, runden Felsen “Lou Bau Reddoun” verbirgt sich nach der Legende das Reich der Goldenen Ziege, der Bewahrerin der Schätze der Provence.
- Der Saut de la Siagne ist ein kleiner Wasserfall der Siagne.
- Das Mémorial des Sapeurs Pompiers du Tanneron* erinnert an die Feuerwehrleute, die 1985 bei einem Brand ums Leben kamen

## Persönlichkeiten
- Die Familie des Schriftstellers Martin Gray kam 1970 bei einem Waldbrand in Tanneron ums Leben.